# Topologie (Mathematik)

Tasse und Volltorus sind zueinander homöomorph.
Anmerkung: Ein Homöomorphismus ist eine direkte Abbildung zwischen den Punkten der Tasse und des Volltorus, die Zwischenstufen im zeitlichen Verlauf dienen nur der Illustration der Stetigkeit dieser Abbildung.

Die Topologie (von griechisch τόπος tópos „Ort, Platz, Stelle“ und -logie) ist die Lehre von der Lage und Anordnung geometrischer Gebilde im Raum und damit ein fundamentales Teilgebiet der Mathematik. Sie beschäftigt sich mit den Eigenschaften mathematischer Strukturen, die unter stetigen Verformungen erhalten bleiben, wobei der Begriff der Stetigkeit durch die Topologie in sehr allgemeiner Form definiert wird. Die Topologie ging aus den Konzepten der Geometrie und Mengenlehre hervor.
Gegen Ende des 19. Jahrhunderts entstand die Topologie als eine eigenständige Disziplin, die auf Latein geometria situs ‚Geometrie der Lage‘ oder analysis situs (Griechisch-Latein für ‚Analyse des Ortes‘) genannt wurde.
Seit Jahrzehnten ist die Topologie als Grundlagendisziplin anerkannt. Dementsprechend kann sie neben der Algebra als zweiter Stützpfeiler für eine große Anzahl anderer Felder der Mathematik angesehen werden. Sie ist besonders wichtig für die Geometrie, die Analysis, die Funktionalanalysis und die Theorie der Lie-Gruppen. Ihrerseits hat sie auch die Mengenlehre und Kategorientheorie befruchtet.
Der grundlegende Begriff der Topologie ist der des topologischen Raums, welcher eine weitreichende Abstraktion der Vorstellung von „Nähe“ darstellt und damit weitreichende Verallgemeinerungen mathematischer Konzepte wie Stetigkeit und  Grenzwert erlaubt. Viele mathematische Strukturen lassen sich als topologische Räume auffassen. Topologische Eigenschaften einer Struktur werden solche genannt, die nur von der Struktur des zugrundeliegenden topologischen Raumes abhängen. Dies sind solche Eigenschaften, die durch „Verformungen“ oder durch Homöomorphismen nicht verändert werden. Dazu gehört in anschaulichen Fällen das Dehnen, Stauchen, Verbiegen, Verzerren und Verdrillen einer geometrischen Figur. Zum Beispiel sind eine Kugel und ein Würfel aus Sicht der Topologie nicht zu unterscheiden; sie sind homöomorph.
Ebenso sind ein Donut (dessen Form in der Mathematik als Volltorus bezeichnet wird) und eine einhenkelige Tasse homöomorph, da eine in die andere ohne Schnitt transformiert werden kann (siehe Animation). Dagegen ist die Oberfläche des Torus von der Kugelfläche topologisch verschieden: Auf der Kugel lässt sich jede geschlossene Kurve stetig auf einen Punkt zusammenziehen (die anschauliche Sprache lässt sich präzisieren), auf dem Torus nicht jede.
Die Topologie gliedert sich in Teilgebiete. Hierzu zählen die algebraische Topologie, die geometrische Topologie sowie die topologische Graphen- und die Knotentheorie. Die mengentheoretische Topologie kann als Grundlage für all diese Teildisziplinen angesehen werden. In dieser werden insbesondere auch topologische Räume betrachtet, deren Eigenschaften sich besonders weit von denen geometrischer Figuren unterscheiden.
Ein wichtiger Begriff der Topologie ist die Stetigkeit. Stetige Abbildungen entsprechen in der Topologie dem, was man in anderen mathematischen Kategorien meist Homomorphismen nennt. Eine umkehrbare, in beiden Richtungen stetige Abbildung zwischen topologischen Räumen heißt ein Homöomorphismus und entspricht dem, was in anderen Kategorien meist Isomorphismus heißt: Homöomorphe Räume sind mit topologischen Mitteln nicht zu unterscheiden. Ein grundlegendes Problem dieser Disziplin ist es, zu entscheiden, ob zwei Räume  homöomorph sind, oder allgemeiner, ob stetige Abbildungen mit bestimmten Eigenschaften existieren.

## Geschichte
Der Begriff „Topologie“ findet sich erstmals um 1840 bei Johann Benedict Listing; die ältere Bezeichnung analysis situs (etwa ‚Lageuntersuchung‘) blieb aber lange üblich, mit einem Bedeutungsschwerpunkt jenseits der neueren, „mengentheoretischen“ Topologie. Durchgesetzt hat sich der Name Topologie im 20. Jahrhundert mit dem gleichnamigen Buch von Solomon Lefschetz (1930). Ein weiteres Buch von Lefschetz von 1942 etablierte den Begriff algebraische Topologie statt des vorher gebrauchten Begriffs „kombinatorische Topologie“.
Die Lösung des Sieben-Brücken-Problems von Königsberg durch Leonhard Euler im Jahr 1736 gilt als die erste topologische und zugleich als die erste graphentheoretische Arbeit in der Geschichte der Mathematik. Ein anderer Beitrag Eulers zur sogenannten Analysis situs ist der nach ihm benannte Polyedersatz von 1750. Bezeichnet man mit {\displaystyle e} die Anzahl der Ecken, mit {\displaystyle k} die der Kanten und mit {\displaystyle f} die der Flächen eines Polyeders (der noch zu präzisierenden Bedingungen genügt), so gilt {\displaystyle e-k+f=2}. Erst im Jahr 1860 wurde, durch eine (von Gottfried Wilhelm Leibniz angefertigte) Abschrift eines verlorenen Manuskriptes von René Descartes, bekannt, dass dieser die Formel bereits gekannt hatte.
Maurice Fréchet führte 1906 den metrischen Raum ein. Georg Cantor befasste sich mit den Eigenschaften offener und abgeschlossener Intervalle, untersuchte Grenzprozesse, und begründete dabei zugleich die moderne Topologie und die Mengentheorie. Die Topologie ist der erste Zweig der Mathematik, der konsequent mengentheoretisch formuliert wurde – und gab dabei umgekehrt Anstöße zur Ausformung der Mengentheorie.
Eine Definition des topologischen Raumes wurde als erstes von Felix Hausdorff im Jahre 1914 aufgestellt. Nach heutigem Sprachgebrauch definierte er dort eine offene Umgebungsbasis, nicht jedoch eine Topologie, welche erst durch Kazimierz Kuratowski beziehungsweise Heinrich Tietze um 1922 eingeführt wurde. In dieser Form wurden die Axiome dann durch die Lehrbücher von Kuratowski (1933), Alexandroff/Hopf (1935), Bourbaki (1940) und Kelley (1955) popularisiert. Es stellte sich heraus, dass sich viele mathematische Erkenntnisse auf diese Begriffsbasis übertragen ließen. Es wurde beispielsweise erkannt, dass zu einer festen Grundmenge unterschiedliche Metriken existieren, die zur gleichen topologischen Struktur auf dieser Menge führten, aber auch, dass verschiedene Topologien auf der gleichen Grundmenge möglich sind. Die mengentheoretische Topologie entwickelte sich auf dieser Grundlage zu einem eigenständigen Forschungsgebiet, das sich in gewisser Weise aus der Geometrie ausgegliedert hat – beziehungsweise der Analysis näher steht als der eigentlichen Geometrie.
Ein Ziel der Topologie ist die Entwicklung von Invarianten von topologischen Räumen. Mit diesen Invarianten können topologische Räume unterschieden werden. Beispielsweise ist das Geschlecht einer kompakten, zusammenhängenden orientierbaren Fläche eine solche Invariante. Die Sphäre mit Geschlecht null und der Torus mit Geschlecht eins sind unterschiedliche topologische Räume. Die algebraische Topologie entstand aus Überlegungen von Henri Poincaré zur Fundamentalgruppe, die ebenfalls eine Invariante in der Topologie ist. Im Laufe der Zeit wurden topologische Invarianten wie die von Henri Poincaré untersuchten Bettizahlen durch algebraische Objekte wie Homologie- und Kohomologiegruppen ersetzt.

## Grundbegriffe

### Topologischer Raum
Die Topologie (als Teilgebiet der Mathematik) befasst sich mit Eigenschaften topologischer Räume. Wird eine beliebige Grundmenge mit einer Topologie (einer topologischen Struktur) versehen, dann ist sie ein topologischer Raum, und ihre Elemente werden als Punkte aufgefasst. Die Topologie des Raumes bestimmt sich dann dadurch, dass bestimmte Teilmengen als offen ausgezeichnet werden. Die identische topologische Struktur lässt sich über deren Komplemente spezifizieren, die dann aber die abgeschlossenen Teilmengen darstellen. Üblicherweise werden topologische Räume in den Lehrbüchern über die offenen Mengen definiert; genauer: die Menge {\displaystyle {\mathcal {O}}} der offenen Mengen wird als die Topologie des topologischen Raumes {\displaystyle (X,{\mathcal {O}})} bezeichnet.
Ausgehend von offenen beziehungsweise abgeschlossenen Mengen lassen sich zahlreiche topologische Begriffe definieren, etwa die der Umgebung, der Stetigkeit, des Berührpunktes und der Konvergenz.

#### Offene Mengen
Topologie (über offene Mengen): Ein topologischer Raum ist eine Menge von Punkten {\displaystyle X} versehen mit einer Menge {\displaystyle {\mathcal {O}}\subset {\mathcal {P}}\left(X\right)} von Teilmengen (den offenen Mengen), die folgenden Bedingungen genügt:
| - {\displaystyle X\in {\mathcal {O}}} und {\displaystyle \emptyset \in {\mathcal {O}}}.                                        |                                                                      |  |                |
| - Für beliebige Indexmengen {\displaystyle I} mit {\displaystyle O_{i}\in {\mathcal {O}}} für alle {\displaystyle i\in I} gilt | {\displaystyle \textstyle \bigcup _{i\in I}O_{i}\in {\mathcal {O}}}. |  | (Vereinigung)  |
| - Für endliche Indexmengen {\displaystyle I} mit {\displaystyle O_{i}\in {\mathcal {O}}} für alle {\displaystyle i\in I} gilt  | {\displaystyle \textstyle \bigcap _{i\in I}O_{i}\in {\mathcal {O}}}. |  | (Durchschnitt) |

Man nennt das Paar {\displaystyle (X,{\mathcal {O}})} einen topologischen Raum und {\displaystyle {\mathcal {O}}} die Topologie dieses topologischen Raumes.
Der wichtigste Begriff, der durch offene Mengen definiert wird, ist der der Umgebung: Eine Menge ist Umgebung eines Punktes, wenn sie eine offene Menge umfasst, die den Punkt enthält. Ein anderer wichtiger Begriff ist der der Stetigkeit: eine Abbildung
{\displaystyle f\colon X\to Y}
der topologischen Räume {\displaystyle (X,T_{X})} und {\displaystyle (Y,T_{Y})} ist genau dann stetig, wenn die Urbilder {\displaystyle f^{-1}(O_{Y})} offener Mengen {\displaystyle O_{Y}\in T_{Y}} offen sind in {\displaystyle (X,T_{X})}, also {\displaystyle f^{-1}(O_{Y})\in T_{X}} gilt.

#### Abgeschlossene Mengen
Ausgehend von den offenen Mengen lassen sich die abgeschlossenen Mengen als diejenigen Teilmengen des Raumes definieren, deren Komplemente offen sind, das heißt für jede offene Menge {\displaystyle O} bilden die Punkte {\displaystyle A:=X\!\setminus \!O}, die nicht in ihr enthalten sind, eine abgeschlossene Menge.
Somit ergibt sich unmittelbar die

Topologie (über abgeschlossene Mengen): Ein topologischer Raum ist eine Menge von Punkten {\displaystyle X} versehen mit einer Menge {\displaystyle {\mathcal {A}}\subset {\mathcal {P}}\left(X\right)} von Teilmengen von {\displaystyle X} (den abgeschlossenen Mengen; {\displaystyle {\mathcal {P}}\left(X\right)} ist die Potenzmenge von {\displaystyle X}), die folgenden Bedingungen genügt:
| - {\displaystyle X\in {\mathcal {A}}} und {\displaystyle \emptyset \in {\mathcal {A}}}.                                        |                                                                      |  |                |
| - Für beliebige Indexmengen {\displaystyle I} mit {\displaystyle A_{i}\in {\mathcal {A}}} für alle {\displaystyle i\in I} gilt | {\displaystyle \textstyle \bigcap _{i\in I}A_{i}\in {\mathcal {A}}}. |  | (Durchschnitt) |
| - Für endliche Indexmengen {\displaystyle I} mit {\displaystyle A_{i}\in {\mathcal {A}}} für alle {\displaystyle i\in I} gilt  | {\displaystyle \textstyle \bigcup _{i\in I}A_{i}\in {\mathcal {A}}}. |  | (Vereinigung)  |

Die Äquivalenz zur vorherigen Definition über offene Mengen folgt unmittelbar aus den De Morgan’schen Gesetzen: aus {\displaystyle \textstyle \bigcap } wird {\displaystyle \textstyle \bigcup } und umgekehrt.
Abgeschlossene Mengen lassen sich als Mengen von Punkten vorstellen, die ihren Rand enthalten, oder anders ausgedrückt: Wann immer es Punkte der abgeschlossenen Menge gibt, die beliebig nah an einen anderen Punkt heranreichen (einen Berührpunkt), ist auch dieser Punkt in der abgeschlossenen Menge enthalten. Man überlegt sich, welche grundlegenden Eigenschaften im Begriff der abgeschlossenen Menge enthalten sein sollten und nennt dann, von spezifischen Definitionen der Abgeschlossenheit, etwa aus der Analysis, abstrahierend, jede mit (diesen Bedingungen genügenden) abgeschlossenen Teilmengen versehene Menge einen topologischen Raum. Zunächst einmal sollte die leere Menge abgeschlossen sein, denn sie enthält keinerlei Punkte, die andere berühren könnten. Ebenso sollte die Menge aller Punkte abgeschlossen sein, denn sie enthält bereits alle möglichen Berührpunkte. Ist eine beliebige Menge von abgeschlossenen Mengen gegeben, so soll der Schnitt, das heißt die Menge der Punkte, die in allen diesen Mengen enthalten sind, ebenfalls abgeschlossen sein, denn hätte der Schnitt Berührpunkte, die außerhalb seiner liegen, so müsste bereits eine der zu schneidenden Mengen diesen Berührpunkt nicht enthalten, und könnte nicht abgeschlossen sein. Zudem soll die Vereinigung zweier (oder endlich vieler) abgeschlossener Mengen wiederum abgeschlossen sein; bei der Vereinigung zweier abgeschlossener Mengen kommen also keine Berührpunkte hinzu. Von der Vereinigung unendlich vieler abgeschlossener Mengen dagegen fordert man keine Abgeschlossenheit, denn diese könnten sich einem weiteren Punkte „immer weiter nähern“ und somit berühren.

### Homöomorphismus
Ein Homöomorphismus ist eine bijektive Abbildung zwischen zwei topologischen Räumen, sodass durch punktweise Überführung der offenen Mengen auch eine Bijektion zwischen den Topologien der beiden Räume zustande kommt, dabei muss jede offene Menge auf eine offene Menge abgebildet werden. Zwei topologische Räume, zwischen denen es einen Homöomorphismus gibt, werden als homöomorph bezeichnet. Homöomorphe Räume unterscheiden sich nicht bezüglich topologischer Eigenschaften im engeren Sinne. Die Homöomorphismen können als die Isomorphismen in der Kategorie der topologischen Räume aufgefasst werden.

### Nicht auf topologische Räume bezogene Begriffe
Topologische Räume können mit Zusatzstrukturen ausgestattet werden, beispielsweise untersucht man uniforme Räume, metrische Räume, topologische Gruppen oder topologische Algebren. Eigenschaften, die auf solche Zusatzstrukturen zurückgreifen, sind nicht mehr unbedingt unter Homöomorphismen erhalten, jedoch auch teils Untersuchungsgegenstand verschiedener Teilgebiete der Topologie.
Es existieren auch Verallgemeinerungen des Konzepts des topologischen Raums: In der punktfreien Topologie betrachtet man an Stelle einer Menge von Punkten mit als offen ausgezeichneten Mengen nur noch die Struktur der offenen Mengen als Verband. Konvergenzstrukturen definieren, gegen welche Werte jeder Filter auf einer zugrundeliegenden Menge von Punkten konvergiert. Unter dem Schlagwort Convenient Topology wird versucht, Klassen von den topologischen oder uniformen Räumen ähnlichen Räumen zu finden, die aber „angenehmere“ kategorientheoretische Eigenschaften aufweisen.

## Teilgebiete der Topologie
Die moderne Topologie wird grob in die drei Teilgebiete mengentheoretische Topologie, algebraische Topologie und geometrische Topologie unterteilt. Außerdem gibt es noch die Differentialtopologie. Dies ist die Grundlage der modernen Differentialgeometrie und wird trotz der umfangreich verwendeten topologischen Methoden meist als Teilgebiet der Differentialgeometrie betrachtet.

### Mengentheoretische oder Allgemeine Topologie
Die mengentheoretische Topologie umfasst, wie auch die anderen Teilgebiete der Topologie, das Studium topologischer Räume und der stetigen Abbildungen zwischen ihnen. Insbesondere die für die Analysis fundamentalen Konzepte der Stetigkeit und der Konvergenz werden erst in der Terminologie der mengentheoretischen Topologie vollständig transparent. Aber auch in vielen anderen mathematischen Teilgebieten werden die Konzepte der mengentheoretischen Topologie eingesetzt. Außerdem gibt es viele Begriffsbildungen und mathematische Aussagen der mengentheoretischen Topologie, die für die spezielleren Teilgebiete der Topologie gültig und wichtig sind. Beispiele:
Beispielsweise ist die Kompaktheit eines Raums eine Abstraktion des Heine–Borel-Prinzips. In der allgemeinen Terminologie der mengentheoretischen Topologie gilt, dass das Produkt zweier kompakter Räume wieder kompakt ist, was die Aussage verallgemeinert, dass ein abgeschlossener endlichdimensionaler Würfel kompakt ist. Außerdem gilt, dass eine stetige Funktion von einer kompakten Menge in die reellen Zahlen beschränkt ist und ihr Maximum und Minimum annimmt. Dies ist eine Verallgemeinerung des Satzes vom Minimum und Maximum.
Im Allgemeinen können topologische Räume viele etwa von der Topologie der reellen Zahlen vertraute Eigenschaften verletzen, die jedoch in üblichen Räumen häufig anzutreffen sind. Daher betrachtet man oftmals topologische Räume, die gewissen Trennungseigenschaften genügen, welche minimale Anforderungen für viele weitergehende Sätze darstellen und tiefergehende Charakterisierungen der Struktur der Räume ermöglichen. Die Kompaktheit ist ein anderes Beispiel für solche „vorteilhaften“ Eigenschaften. Zudem betrachtet man auch Räume, auf denen gewisse zusätzliche Strukturen definiert sind, etwa uniforme Räume oder gar topologische Gruppen und metrische Räume, welche durch ihre Struktur zusätzliche Begrifflichkeiten wie die der Vollständigkeit ermöglichen.
Ein anderer zentraler Begriff dieses Teilgebiets sind unterschiedliche Konzepte von Zusammenhang.

### Algebraische Topologie
Die algebraische Topologie (auch „kombinatorische Topologie“, vor allem in älteren Publikationen) untersucht Fragestellungen zu topologischen Räumen, indem die Probleme auf Fragestellungen in der Algebra zurückgeführt werden. Innerhalb der Algebra sind diese Fragen oftmals leichter zu beantworten. Ein zentrales Problem innerhalb der Topologie ist beispielsweise die Untersuchung topologischer Räume auf Invarianten. Mittels der Theorie über Homologien und Kohomologien sucht man in der algebraischen Topologie nach solchen Invarianten.

### Geometrische Topologie
Die geometrische Topologie befasst sich mit zwei-, drei- und vierdimensionalen Mannigfaltigkeiten. Der Begriff zweidimensionale Mannigfaltigkeit bedeutet das gleiche wie Fläche und drei- und vierdimensionale Mannigfaltigkeiten sind entsprechende Verallgemeinerungen. Im Bereich der geometrischen Topologie interessiert man sich dafür, wie sich Mannigfaltigkeiten unter stetigen Transformationen verhalten. Typische geometrische Größen wie Winkel, Länge und Krümmung variieren unter stetigen Abbildungen. Eine geometrische Quantität, die nicht variiert und für die man sich daher interessiert, ist die Anzahl der Löcher einer Fläche.
Da man sich fast nur mit Mannigfaltigkeiten der Dimension kleiner als fünf beschäftigt, nennt man dieses Teilgebiet der Topologie auch niedrigdimensionale Topologie. Außerdem gehört die Knotentheorie als Teilaspekt der Theorie dreidimensionaler Mannigfaltigkeiten zur geometrischen Topologie.

## Anwendungen
Da das Gebiet der Topologie sehr weit gefächert ist, findet man Aspekte von ihr in fast jedem Teilgebiet der Mathematik. Das Studium der jeweiligen Topologie bildet daher oft einen integralen Bestandteil einer tieferen Theorie. Topologische Methoden und Konzepte sind somit aus weiten Teilen der Mathematik nicht mehr wegzudenken. Es seien hier nun einige Beispiele angegeben:
Differentialgeometrie
Mannigfaltigkeiten
In der Differentialgeometrie spielt das Studium von Mannigfaltigkeiten eine zentrale Rolle. Bei diesen handelt es sich um spezielle topologische Räume, d. h. Mengen, die eine gewisse topologische Struktur aufweisen. Oft werden sie auch topologische Mannigfaltigkeiten genannt. Grundlegende Eigenschaften werden dann mithilfe topologischer Mittel bewiesen, bevor sie mit weiteren Strukturen versehen werden und dann eigenständige (und nicht äquivalente) Unterklassen bilden (z. B. differenzierbare Mannigfaltigkeiten, PL-Mannigfaltigkeiten etc.).
Beispielhaftes verwendetes Ergebnis der geometrischen Topologie: Klassifikation von Flächen
Geschlossene Flächen sind spezielle Arten von 2-dimensionalen Mannigfaltigkeiten. Mithilfe der algebraischen Topologie lässt sich zeigen, dass jede Fläche aus endlich vielen eingebetteten 2-Polytopen besteht, die miteinander entlang ihrer Kanten verklebt sind. Dies erlaubt insbesondere eine Klassifizierung aller geschlossener Flächen in 3 Klassen, weswegen man stets annehmen kann, dass die geschlossene Fläche in einer „Normalform“ vorliegt.
Funktionalanalysis
Die Funktionalanalysis entstand aus dem Studium von Funktionenräumen, welche zunächst Abstraktionen als Banach- und Hilberträume erfuhren. Heute befasst sich die Funktionalanalysis auch allgemeiner mit unendlichdimensionalen topologischen Vektorräumen. Dies sind Vektorräume versehen mit einer Topologie, sodass die grundlegenden algebraischen Operationen des Vektorraums stetig („kompatibel“ mit der Topologie) sind. Viele in der Funktionalanalysis untersuchte Konzepte lassen sich allein auf die Struktur topologischer Vektorräume zurückführen, als welche sich insbesondere Hilbert- und Banachräume auffassen lassen, sodass sie als zentraler Untersuchungsgegenstand der Funktionalanalysis angesehen werden können.
Deskriptive Mengenlehre
Die deskriptive Mengenlehre befasst sich mit gewissen „konstruierbaren“ sowie „wohlgeformten“ Teilmengen polnischer Räume. Polnische Räume sind spezielle topologische Räume (ohne weitere Struktur), und viele untersuchte zentrale Konzepte sind rein topologischer Natur. Diese topologischen Begriffe stehen in Zusammenhang mit Konzepten der „Definierbarkeit“ und „Berechenbarkeit“ aus der mathematischen Logik, über welche sich so mit topologischen Methoden Aussagen machen lassen.
Harmonische Analysis
Zentraler Untersuchungsgegenstand der harmonischen Analysis sind lokalkompakte Gruppen, das sind Gruppen versehen mit einer kompatiblen lokalkompakten topologischen Struktur. Diese stellen eine Verallgemeinerung der Lie-Gruppen und somit von Vorstellungen „kontinuierlicher Symmetrien“ dar.

### Anwendung in der Volkswirtschaftslehre
Topologische Konzepte finden in der Volkswirtschaftslehre vor allem im Bereich der Wohlfahrtsökonomik Anwendung. Ebenfalls findet die Topologie bei allgemeinen Gleichgewichtsmodellen Anwendung.

### Zur Geschichte
- I. M. James (Hrsg.): History of Topology. Elsevier, 1999, ISBN 0-444-82375-1.
- C. E. Aull, R. Lowen (Hrsg.): Handbook of the History of Topology. Springer Netherlands, 2001, ISBN 90-481-5704-8.

### Lehrbücher
- Nicolas Bourbaki: Topologie générale. Hermann, Paris 1974, ISBN 2-7056-5692-8 (Erstausgabe:  1961).
- Boto von Querenburg: Mengentheoretische Topologie. 3. Auflage. Springer Verlag, Berlin 2001, ISBN 3-540-67790-9.
- Stephen Willard: General Topology. Addison-Wesley, Reading MA 1970.
- T. Camps, S. Kühling, G. Rosenberger: Einführung in die mengentheoretische und die algebraische Topologie. Heldermann, Lemgo 2006, ISBN 3-88538-115-X (heldermann.de).
- H. Herrlich, H. Bargenda: Topologie. Bd 1. Topologische Räume. Heldermann, Lemgo 1986, ISBN 3-88538-102-8 (heldermann.de).
- Kazimierz Kuratowski: Topologie. Bd 1. Warschau 1933 (edu.pl).
- H. Schubert: Topologie. Teubner, Stuttgart 1964, ISBN 3-519-12200-6.
- Klaus Jänich: Topologie. 8. Auflage. Springer, Berlin 2005, ISBN 3-540-21393-7.
- Gerhard Preuß: Allgemeine Topologie. 2. Auflage. Springer, Berlin 1975, ISBN 3-540-07427-9.
- René Bartsch: Allgemeine Topologie. 1. Auflage. Band 1. Oldenbourg Wissenschaftsverlag, München 2007, ISBN 978-3-486-58158-4.
- Jean-Pierre Petit: Die Abenteuer des Anselm Wüßtegern, Das Topologikon. 1. Auflage. Vieweg Verlagsgesellschaft, München 1995, ISBN 3-528-06675-X.
- Bernhard Schiekel: Festkörperphysik und Topologie - eine Einführung. Ulm 2023, doi:10.18725/OPARU-49527.